# Accidente ferroviario de Petra de 2004
El accidente ferroviario de Petra de 2004 fue un accidente ferroviario que tuvo lugar en España el 13 de marzo de 2004, cerca de la estación de Petra, perteneciente a la red de Servicios Ferroviarios de Mallorca (SFM), cuando un tren de la compañía descarriló de la vía al colisionar con varios kilogramos de tierra y piedras, causando un total de diez heridos. Un muro de contención, ubicado en la ladera de la montaña, se vino abajo y obstruyó la vía una cantidad de tierra y cemento. Este hecho motivó que el último tren de la noche chocara con los escombros y, debido a la escasa visibilidad de la noche, no ser visibles. El muro debió derruirse entre las diez y las once de la noche, ya que el anterior convoy había llegado a Petra a las 22:02 sin incidencias. La posterior investigación de la comisión de investigación determinó que la causa del accidente se produjo a un defecto en el anclaje del muro, el cual había cedido provocando el siniestro. El accidente dio lugar a una serie de fuertes críticas al ejecutivo de la legislatura anterior (1999-2003) —formado por una coalición de partidos de izquierda y presidido por el PSOE— a quien correspondía la apertura del tramo ferroviario hacía menos de un año (mayo de 2003). El incidente motivó que se cerrara la vía durante un año. Durante ese tiempo se fijaron varios taludes y se rehabilitó la estación de San Juan.
Seis años después, tendría lugar en el mismo tramo un accidente ferroviario de características muy similares.